# Pseudomicrothoracidae
Famille
Synonymes
- Leptopharyngidae Kahl, 1926

Les Pseudomicrothoracidae sont une famille de Ciliés de la classe des Nassophorea et de l’ordre des Nassulida.

## Étymologie
Le nom de la famille vient du genre type Pseudomicrothorax, composé de pseudo, « faux », et microthorax, par allusion au genre Microthorax (autre cilié et genre type de la famille des Microthoracidae).

## Liste des genres
Selon GBIF (23 juillet 2023) :
- Dolithorax
- Hexotricha Conn & Edmondson, 1918
- Microdiaphanosoma Wenzel, 1953
- Pseudomicrothorax Mermod, 1914  genre type
  - Genres synonymes : Chilodontopsis Blochmann, 1895 ; Chlamydodontopsis Ghosh, 1921 ; Craspedothorax Sondheim, 1929.
  - Espèce type : Pseudomicrothorax agilis Mermod, 1914
  - Espèces synonymes : 
    - Craspedothorax gracilis
    - Pseudomicrothorax gracilis Kahl, 1926

## Systématique
Le nom valide de ce taxon est Pseudomicrothoracidae Jankowski, 1967.